# الحب (النمط الأمريكي)
الحب هو مسلسل تم إنتاجه في الولايات المتحدة. بدأ عرضه في سنة 1969. بلغ عدد مواسم المسلسل 5 مواسم، كما بلغ عدد حلقاته 108 حلقة، وتبلغ مدة الحلقة الواحدة 44 دقيقة. تم بث المسلسل لأول مرة بتاريخ 29 سبتمبر 1969 بينما تم بث آخر حلقة منه بتاريخ 11 يناير 1974.

## تنسيق
في كل أسبوع، تعرض قصص لا علاقة لها بالرومانسية، عادة مع غزل كوميدي. وغالبا ماتعرض في عدة حلقات نفس الممثلين بشخصيات مختلفة.ا وبالإضافة إلى ذلك، كانت نحاسية كبيرة، المزخرفة سرير سند متكررة في العديد من الحلقات. تسجيل موسيقى الهيب بعد الدقيقة فوكس تشارلز، تتميز s الناي، القيثارة، ومجموعة فلوجيلهورن لبوب المعاصر الفوز، شريطة أن أجواء «الحب» الذي ربط القصص معا كوميديا رومانسية متعددة الأوجه كل أسبوع.